# Kivijärvi (sjö i Lieksa, Norra Karelen)
Kivijärvi är en sjö i kommunen Lieksa i landskapet Norra Karelen i Finland. Sjön ligger 141,3 meter över havet. Den är 11,9 meter djup. Arean är 58 hektar och strandlinjen är 5,16 kilometer lång. Sjön  ingår i Vuoksens huvudavrinningsområde.   Den ligger omkring 100 kilometer norr om Joensuu och omkring 470 kilometer nordöst om Helsingfors. 